# Вестра Йоталанд (лен)
Лен Вестра Йоталанд (на шведски: Västra Götalands län) е лен в югозападна Швеция. Граничи на север с лените Вермланд, на североизток с Йоребру, на изток с лените Йостерйотланд и Йоншьопинг, на юг с лен Халанд, а на запад с норвежкия фюлке Йостфол и протока Скагерак. Административен център на лена е град Гьотеборг.

## Общини в лен Вестра Йоталанд
В рамките на административното си устройсто, лен Вестра Йоталанд се разеделя на 49 общини със съответно население към 31 декември 2013 :
|  | - Але (Ale) с население 28 074 души; - Алингсос (Alingsås) с население 38 619 души; - Бенгтсфорш (Bengtsfors) с население 9550 души; - Болебюгд (Bollebygd) с население 8562 души; - Бурос (Borås) с население 105 995 души; - Вора (Vara) с население 15 609 души; - Венершбори (Vänersborg) с население 37 369 души; - Воргорда (Vårgårda) с население 11 065 души; - Гресторп (Grästorp) с население 5641 души; - Гулспонг (Gullspång) с население 5185 души; - Гьотеборг (Göteborg) с население 533 271 души; - Далс-Ед (Dals-Ed) с население 4740 души; - Есунга (Essunga) с население 5494 души; - Йокерьо (Öckerö) с население 12 574 души; - Йотене (Götene) с население 13 028 души; - Карлсбори (Karlsborg) с население 6757 души; - Кунгелв (Kungälv) с население 42 109 души; - Лерум (Lerum) с население 39 319 души; - Лидшьопинг (Lidköping) с население 38 414 души; - Лила Едет (Lilla Edet) с население 12 829 души; - Люсешил (Lysekil) с население 14 369 души; - Мариестад (Mariestad) с население 23 870 души; - Марк (Mark) с население 33 753 души; - Мелеруд (Mellerud) с население 8892 души; - Мункедал (Munkedal) с население 10 205 души; | - Мьолндал (Mölndal) с население 61 978 души; - Омол (Åmål) с население 12 229 души; - Партиле (Partille) с население 36 147 души; - Свенлюнга (Svenljunga) с население 10 299 души; - Скара (Skara) с население 18 580 души; - Стенунгсунд (Stenungsund) с население 24 932 души; - Стрьомстад (Strömstad) с население 12 480 души; - Сутенес (Sotenäs) с население 8928 души; - Танум (Tanum) с население 12 303 души; - Тибру (Tibro) с население 10 754 души; - Тидахолм (Tidaholm) с население 12 565 души; - Транему (Tranemo) с население 11 531 души; - Тролхетан (Trollhättan) с население 56 573 души; - Тьоребуда (Töreboda) с население 8992 души; - Удевала (Uddevalla) с население 53 025 души; - Улрисехамн (Ulricehamn) с население 23 211 души; - Уруст (Orust) с население 15 036 души; - Фалшьопинг (Falköping) с население 31 988 души; - Фериеланда (Färgelanda) с население 6520 души; - Херюнга (Herrljunga) с население 9274 души; - Херюда (Härryda) с население 35 732 души; - Шьовде (Skövde) с население 52 859 души; - Шьорн (Tjörn) с население 15 050 души; - Ю (Hjo) с население 8805 души; |